# Marinko Kurtović
Marinko Kurtović, född 2 december 1961 i Split, Kroatien, är en svensk-kroatisk handbollstränare och tidigare handbollsmålvakt.

## Spelarkarriär
Som ung flyttade Marinko Kurtović med sin familj från Split, Kroatien, till Eslöv i Skåne. Han började spela handboll i Lund. Därefter gick han till Malmö BI och efter det till Helsingborgsklubben Vikingarnas IF, där han för det mesta agerade andremålvakt bakom Hans Jansson. Med dem blev han svensk mästare 1981.

## Tränarkarriär
Kurtović inledde sin professionella tränarkarriär i Norge efter att ha spelat i Sandefjord IF till 2002. I Norge har han tränat 6 olika klubbar och han var två år i danska Bjerringebro.
Efter sju år som tränare i ÖIF Arendal lämnade  Kurtović Norge där han varit tränare i 17 år. Han blev ett år senare ny tränare för Redbergslid i Sverige. Sejouren i RIK slutade med nedflyttning och Kurtović lämnade klubben efter en säsong.

## Privatliv
Marinko Kurtović är far till norska landslagsspelaren Amanda Kurtović och svenske fotbollsspelaren William Kurtovic.